# Otocarpus virgatus
Otocarpus es un género monotípico de plantas fanerógamas perteneciente a la familia Brassicaceae. Su única especie: Otocarpus virgatus es originaria de  Argelia.

## Taxonomía
Otocarpus virgatus fue descrita por Michel Charles Durieu de Maisonneuve y publicado en Report of the Iowa State Agricultural Society 2: 436. 1847.
Sinonimia
- Otocarpus virgatus var. eriocarpus Marie
- Otocarpus virgatus var. leiocarpus Marie[3]